# Love Is Here and Now You're Gone
Love Is Here and Now You're Gone è un singolo del gruppo femminile statunitense The Supremes, pubblicato nel 1967 dalla Motown.
Il brano, inserito nell'album The Supremes Sing Holland-Dozier-Holland, è stato scritto dal trio Holland-Dozier-Holland.

## Tracce
- 7"

1. Love Is Here and Now You're Gone
2. There's No Stopping Us Now

## Cover
Michael Jackson, nel suo primo album da solista Got to Be There (1972), ha inciso una cover del brano.
Il cantautore britannico Phil Collins ha registrato una sua versione per l'album di cover Going Back, uscito nel 2010.